# Каушик, Равиндра
Равиндра Каушик (англ. Ravindra Kaushik; 11 апреля 1952, Ганганагар, Раджастхан, Индия — ноябрь 2001, Центральная тюрьма Мианвали, Пенджаб, Пакистан) — индийский агент Отдела исследований и анализа, который шпионил в пользу Индии с 1975 года до своего пленения в 1983 году. Также известный как Черный тигр, Каушик считается одним из величайших шпионов Индии. Успешно внедрившись в пакистанскую армию и дослужившись до звания майора, он был разоблачен после неудачной попытки связи с другим оперативником. Арестованный и допрошенный, он был приговорен к смертной казни в 1985 году, позже замененной пожизненным заключением. Он провёл 16 лет в различных тюрьмах и умер в 2001 году, находясь в заключении. 

## Ранний период жизни
Равиндра Каушик родился 11 апреля 1952 года в Ганганагаре, Раджастхан. Его отец, Дж. М. Каушик, был офицером Военно-воздушных силы Индии; его мать Амла Деви умерла в 2006 году. Он окончил SD Bihani PG College в Ганганагаре, получив степень бакалавра коммерции. Каушик также занимался театральной игрой и дебатами во время учебы в колледже, когда его завербовали в Отдел исследований и анализа (R&AW).

## Карьера разведчика в Индии
Каушик два года обучался в Дели, чтобы стать тайным агентом в Пакистане. Его также обучали жить как мусульманин и языку урду. Будучи родом из Ганганагара, города недалеко от границы Раджастхана с Пенджабом, он хорошо владел пенджаби, который понимают в Пенджабе (Индия) и в Пакистане. В 1975 году, в возрасте 23 лет, его отправили в Пакистан.

## Деятельность в Пакистане
Каушик принял ислам, прошёл процесс обрезания и получил псевдоним «Наби Ахмед Шакир». После успешного поступления в Университет Карачи он получил степень бакалавра права. Окончив университет, он присоединился к пакистанской армии в качестве офицера и в конечном итоге получил звание майора. Он женился на местной девушке по имени Амаанат и стал отцом мальчика, который умер в 2012–2013 годах.
С 1979 по 1983 год Каушик работал офицером пакистанской армии, отправляя ценную информацию в R&AW. Тогдашний премьер-министр Индии Индира Ганди дала ему кодовое имя «Черный тигр».

## Смерть и последствия
В сентябре 1983 года R&AW отправила агента низшего звена, Иньята Масиха, чтобы связаться с Каушиком. Однако Масих был разоблачен Объединенным бюро контрразведки Межведомственной разведки Пакистана и раскрыл прикрытие Каушика. Каушика схватили и пытали в течение двух лет в центре допросов в Сиалкоте. В 1985 году он был приговорен к смертной казни; позднее Верховный суд Пакистана заменил его приговор пожизненным заключением. Он содержался в различных тюрьмах в нескольких городах, включая Сиалкот, Кот Лакхпат и тюрьму в Мианвали, в течение 16 лет. Ему удалось тайно отправить письма своей семье в Индию, в которых говорилось о его плохом здоровье и травмах, которые он пережил в пакистанских тюрьмах. В одном из своих писем он писал:
Это то, что получают люди, которые жертвуют своей жизнью ради такой большой страны, как Индия?
Оригинальный текст (хинди)Kya Bharat jaise bade desh ke liye kurbani dene waalon ko yahi milta hai?
В ноябре 2001 года он умер от туберкулёза легких и болезни сердца в Центральной тюрьме Мианвали в Пакистане. По словам семьи Каушика, индийское правительство отказалось признать его и не предприняло никаких усилий, чтобы помочь ему.
Семья Каушика утверждала, что сюжет болливудского фильма «Жил-был тигр», выпущенного в 2012 году, был основан на жизни Каушика, и просила указать в титрах фильма имя Каушика. Но режиссёр Кабир Хан опроверг их заявление.